# Éloïse Bouton
Pour les articles homonymes, voir Bouton.
Éloïse Bouton, née en 1983, est une militante féministe, et journaliste indépendante française, ancienne membre du mouvement Femen,,.
Elle travaille sur les féminismes, les femmes et la culture (notamment la musique et le hip-hop), notamment pour Causette, Les Inrocks,, le supplément Le Plus de L'Obs, Le Parisien Magazine,,, Glamour,, et Brain Magazine,,.

## Biographie

### 2013-2014: actions au sein du mouvement Femen

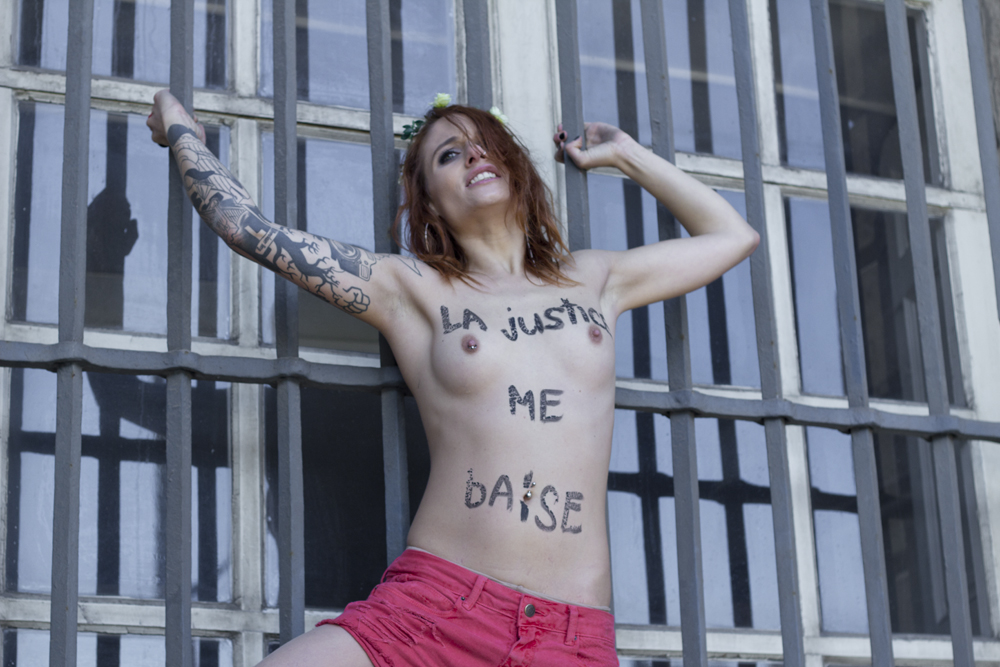
Éloïse Bouton lors d'une manifestation de Femen devant le ministère français de la Justice en octobre 2012.

Le 20 décembre 2013, elle mène une action individuelle pro-avortement avec Femen à l'église de la Madeleine à Paris,,. Le 17 décembre 2014, elle est condamnée pour exhibition sexuelle à un mois de prison avec sursis, 2 000 euros de dommages et intérêts et 1 500 euros de frais de justice, une décision dont elle fait appel,,. Éloïse Bouton et Iana Jdanova sont les premières femmes condamnées pour exhibition sexuelle en France depuis 1965,. Alors que Iana Jdanova est relaxée en appel des charges d'exhibition sexuelle, la condamnation d'Éloïse Bouton est confirmée par la cour d'appel de Paris le 15 février 2017. Le parquet général se pourvoit en cassation, mais la Cour de cassation rejette son pourvoi le 9 janvier 2019, la condamnant définitivement à un mois de prison avec sursis. Elle gagne en appel devant la CEDH : l'État français est condamné à lui verser 9 800 € de  dommages et frais de justice,.  
Elle quitte Femen en février 2014 et écrit un ouvrage sur cette expérience, Confession d'une ex-Femen, publié en 2015.

### Activités depuis 2015
En août 2015, elle crée le site Madame Rap, premier média en France dédié aux femmes dans le hip-hop,,,.
En novembre 2015, elle lance Contre Coups, une compilation caritative de 12 femmes artistes qui chantent contre les violences faites aux femmes,. Les bénéfices du disque sont reversés à l'Institut en santé génésique, un établissement situé à Saint Germain en Laye qui accueille et aide des femmes victimes de violences.
En juin 2016, elle publie The Queen Christine, un essai sur le phénomène Christine and the Queens.
En 2017, elle expose à la Villa des Arts son travail mené en collaboration avec le photographe Erwan Balanant pour l'Association Agir pour la santé des femmes : À la rencontre des femmes oubliées.
En 2018, elle co-écrit avec l'artiste rappeur et metteur en scène D' de Kabal le documentaire Le Bruit de nos silences sur la déconstruction du masculin. Tourné en Martinique, le film est diffusé sur France Ô le 6 mars 2018.
En 2018, elle co-fonde House of Consent, un média en ligne qui questionne les liens entre violences et sexualité.

## Publications
- Éloïse Bouton, Confession d'une ex-Femen, Paris, Éditions du Moment, 2015, 207 p. (ISBN 978-2-35417-355-5).

- Éloïse Bouton, The Queen Christine, Paris, Éditions du Moment, 2016, 157 p. (ISBN 978-2-35417-519-1).